# Mont Saint-Bruno
Der Mont Saint-Bruno ist ein 218 Meter hoher Hügel in der kanadischen Provinz Québec. Er liegt 20 Kilometer östlich von Montreal und gehört zu den Montérégie-Hügeln. Der Hügel ragt rund 170 Meter aus der umliegenden Ebene heraus. Der Gipfelbereich steht unter Naturschutz und bildet den 5,9 km² großen Parc national du Mont-Saint-Bruno.

## Geographie
Mont Saint-Bruno liegt auf dem Gebiet der Gemeinden Saint-Bruno-de-Montarville (Gipfel und Südostflanke), Saint-Basile-le-Grand (Südostflanke) und Sainte-Julie (Nordflanke). Während die Hügelflanken steil abfallen, ist der Gipfelbereich stark abgeflacht. Er weist außerdem mehrere Bodensenken auf, in denen die Seen Lac Seigneurial, Lac des Bouleaux, Lac du Moulin, Lac à la Tortue und Lac des Atocas liegen. An der Nordwestflanke befindet sich ein Steinbruch. Das kanadische Heer betreibt an der Ostflanke einen Schießübungsplatz.
Die Hänge und das Gipfelplateau sind mit Mischwald bedeckt, hauptsächlich Buchen, Ahorne, Eichen, Hickory, Hemlocktannen und Kiefern. Die IRDA, ein Forschungsinstitut der Provinz Québec, unterhält zu wissenschaftlichen Zwecken einen Apfelbaumhain.

## Geologie
Der Hügel entstand während der Kreidezeit vor rund 125 Millionen Jahren durch die Intrusion von magmatischem Gestein und Hornfels. Diese sind viel widerstandsfähiger gegen Verwitterung als das umliegende Sedimentgestein, das im Laufe der Jahrmillionen abgetragen wurde. Vorherrschend sind daher dunkel gefärbte Mafit-Gesteine wie Gabbro und Peridotit, stellenweise auch helleres Gestein wie Syenit.

## Wintersport
An der Nordwestflanke des Hügels, neben dem Steinbruch, liegt das Wintersportgebiet Ski Saint-Bruno. Es wurde 1965 eröffnet und ist aufgrund der geringen Distanz zu Montreal ein beliebtes Ausflugsziel. Acht Sessel- und Skilifte erschließen 15 Pisten mit einem maximalen Höhenunterschied von 134 Metern; hinzu kommt ein Funpark. Sämtliche Pisten sind abends beleuchtet und können künstlich beschneit werden. Die Skischule, die größte Kanadas, zählt 550 Lehrer und jährlich 33.000 Kunden. Rund um den Gipfel werden Langlaufloipen mit einer Länge von 35 km gespurt.